# Castello di Krásna Hôrka
Il castello di Krásna Hôrka è un castello della Slovacchia, che sovrasta il paese di Krásnohorské Podhradie presso Rožňava, nella regione di Košice. Krásna Hôrka è un monumento nazionale culturale della Repubblica di Slovacchia.

## Storia
Nel 1318 proprietà del territorio circostante passò dalla famiglia Máriássys alla famiglia Batisz, la quale si suppone che abbia iniziato, o continuato, la costruzione del primo nucleo del castello. La prima sua menzione negli scritti dell'epoca fu nel 1333.
Il castello fu fortificato nel 1546 ed il progetto fu affidato all'architetto italiano Alessandro da Vedano. Nel corso della storia il castello fu proprietà di quattro famiglie ungheresi: i Batisz, i Máriássy, i Bebeks e gli Andrássy. Nel 1817 subì gravi danni a causa di un incendio; l'ultimo discendente della famiglia Andrássy lo restaurò per farne un museo sulla famiglia.
Il 10 marzo 2012 il castello fu teatro di un incendio, probabilmente causato da un fuoco applicato ad alcune sterpaglie da due ragazzini di 11 e 12 anni. Il tetto del castello, risalente al XIV secolo, è andato completamente distrutto. L'edificio ha subito notevoli danni; ma i manufatti storici conservati nel castello non sono stati in alcun modo toccati dal rogo.

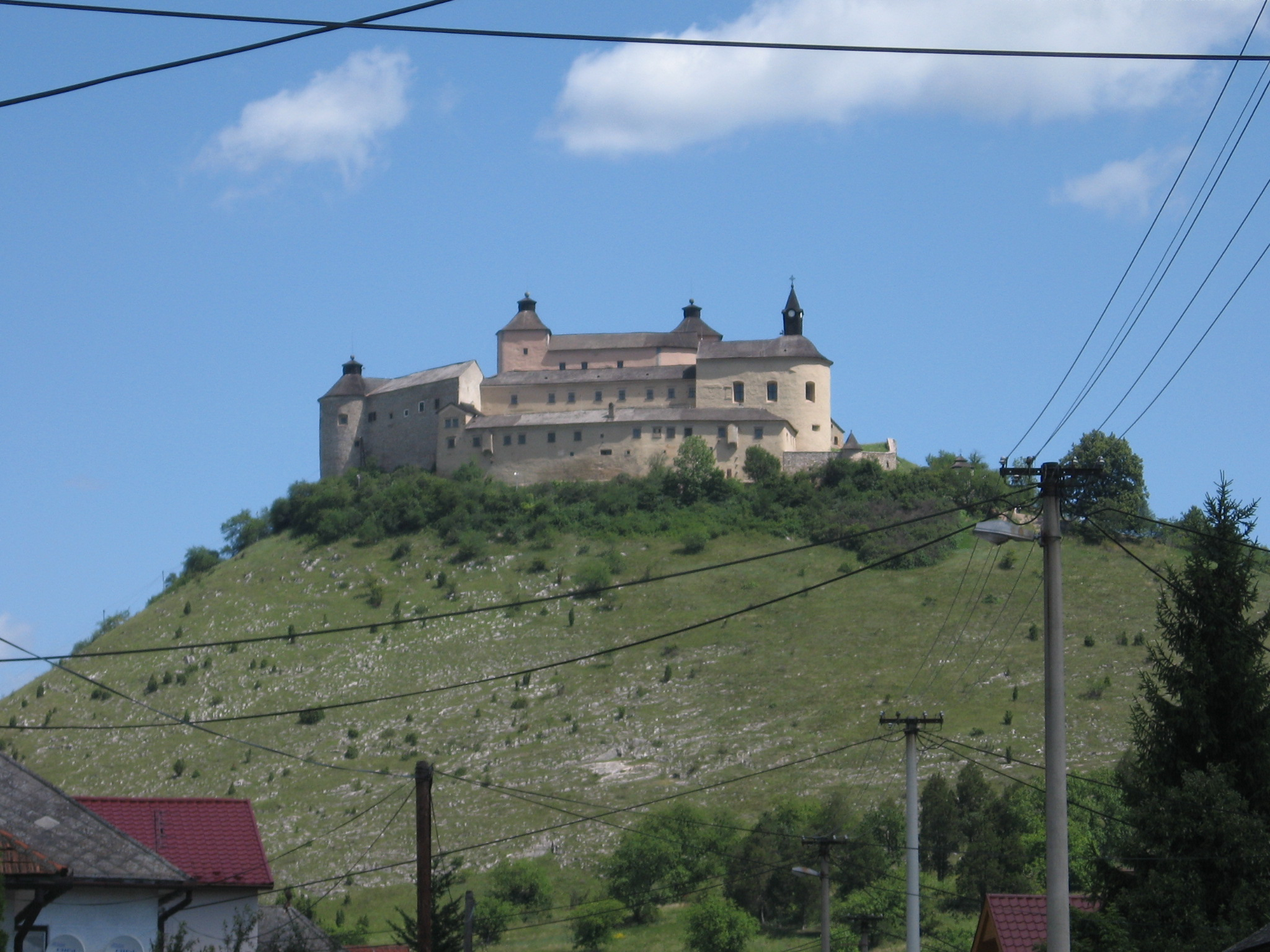
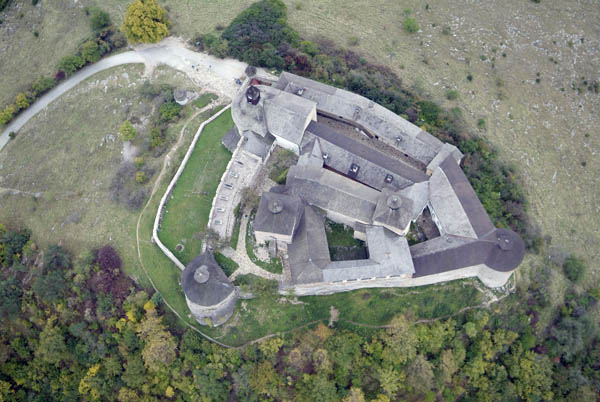
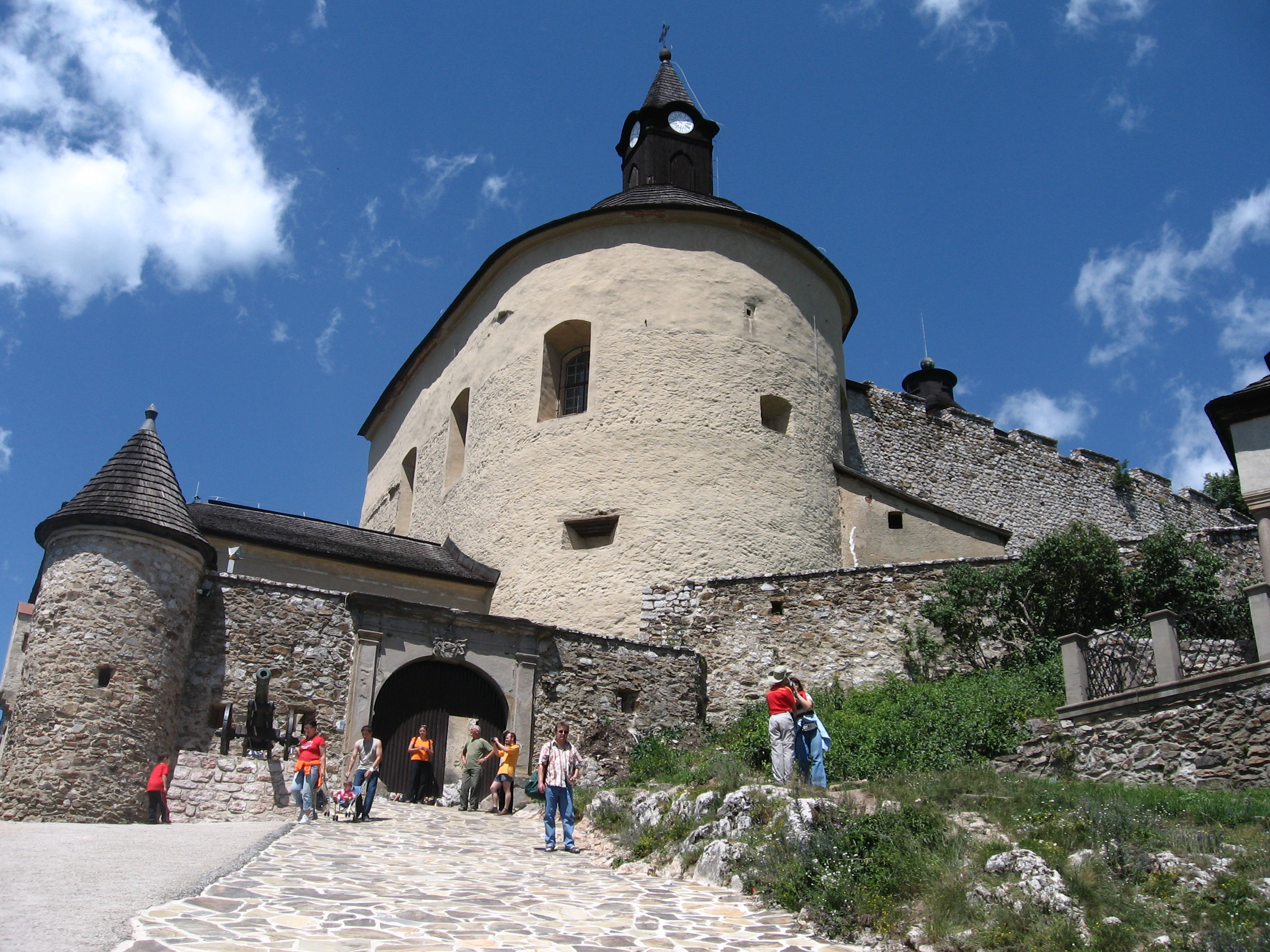
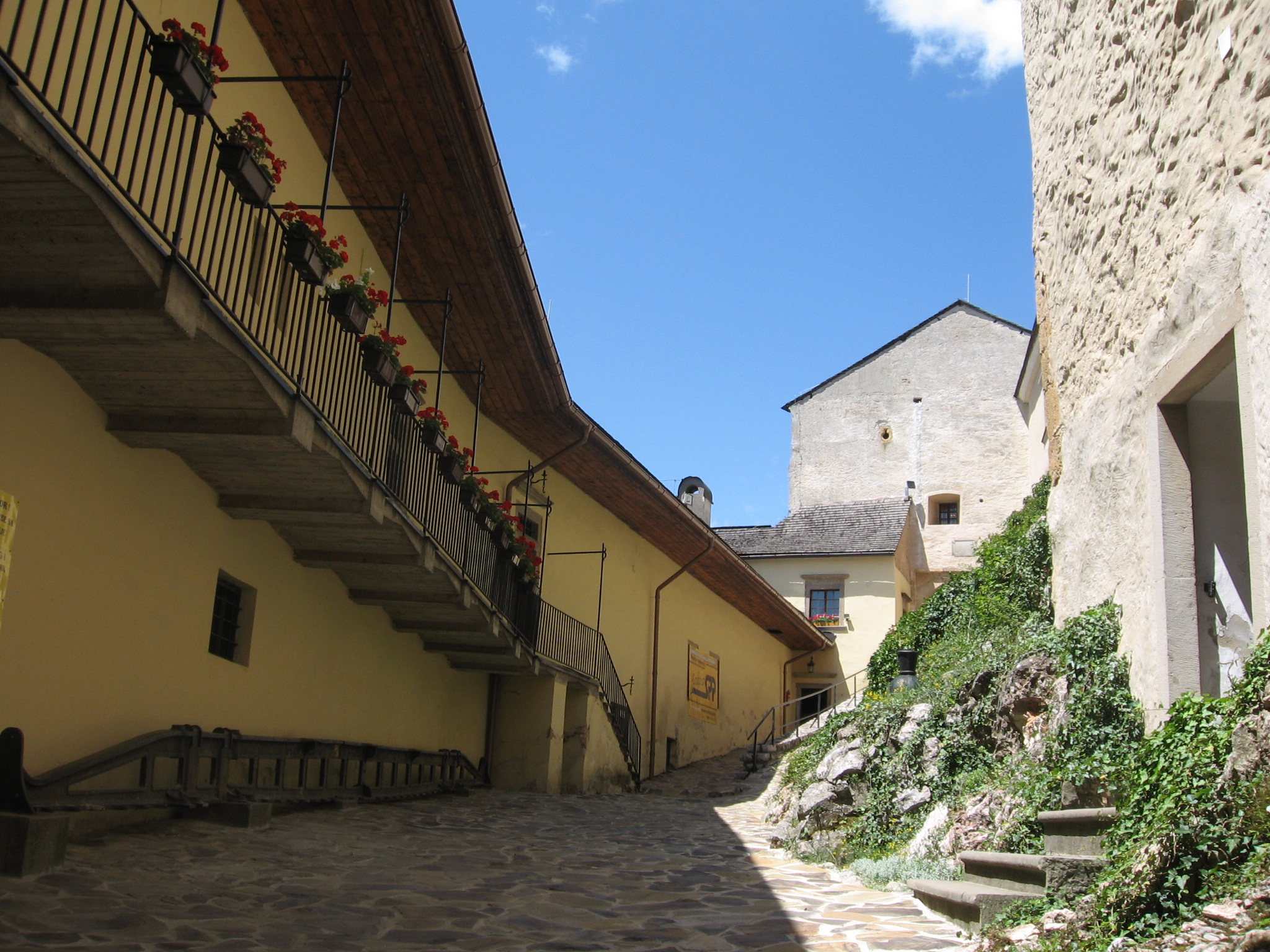
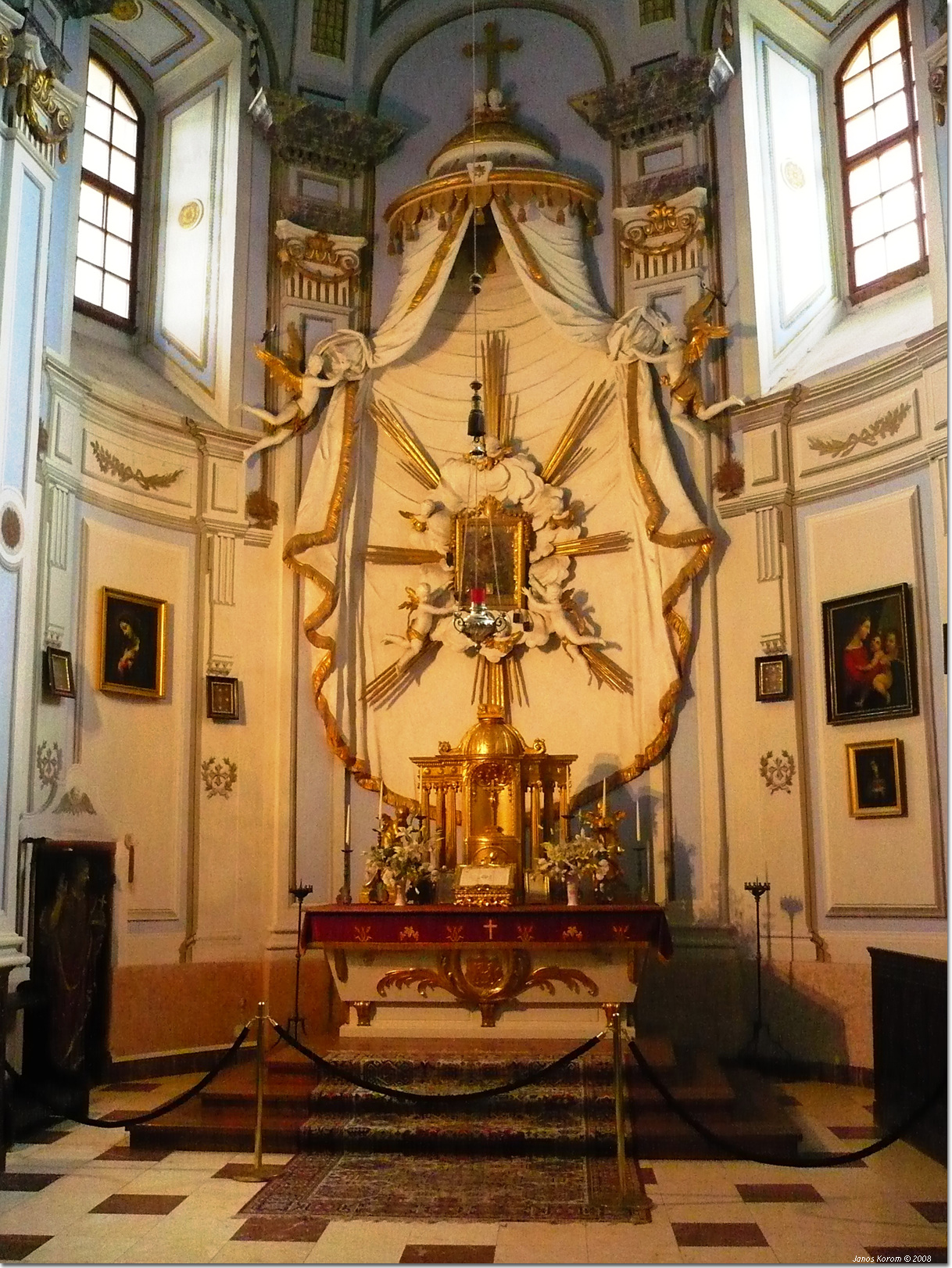
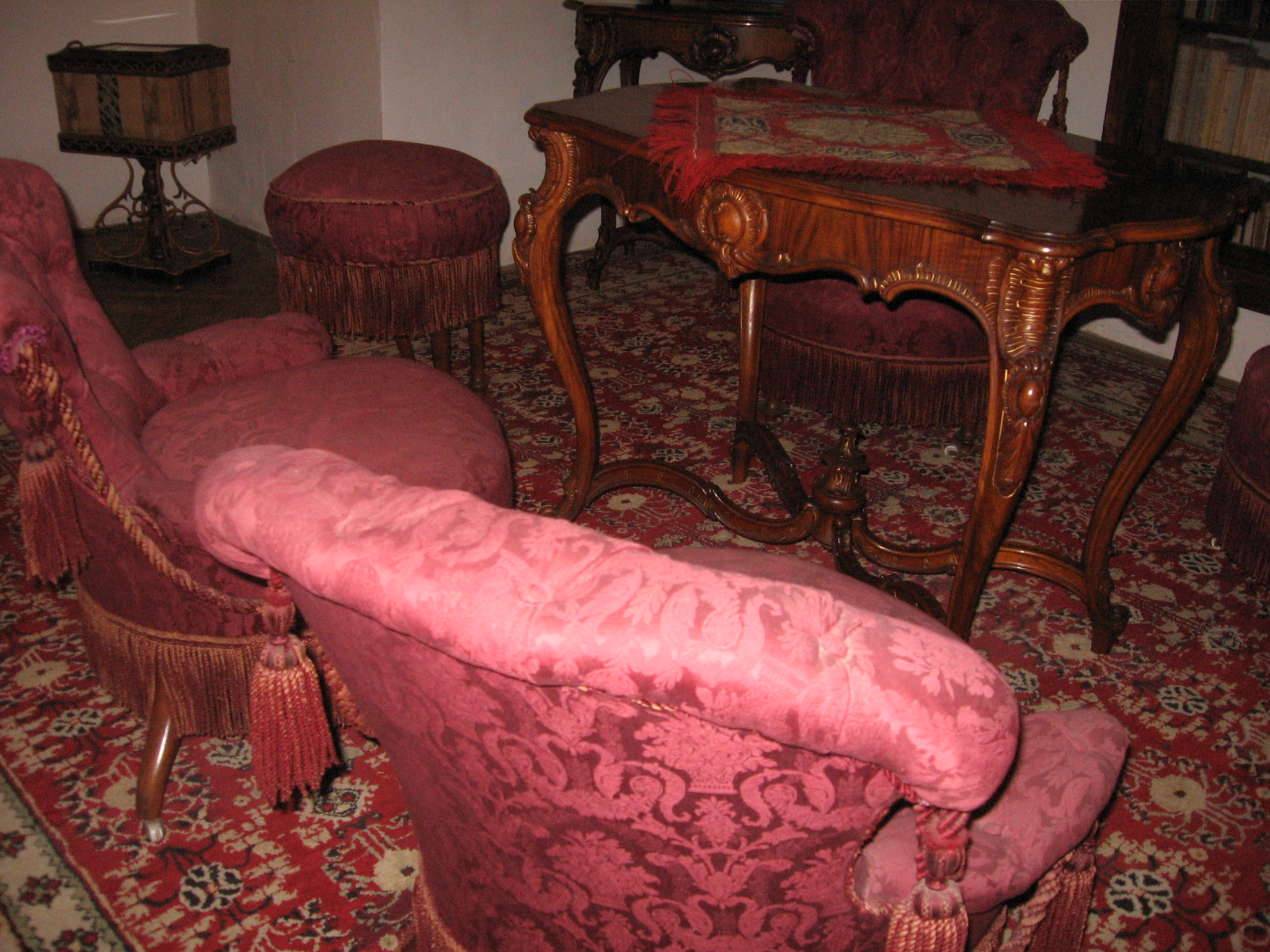